# Université technique de Berlin

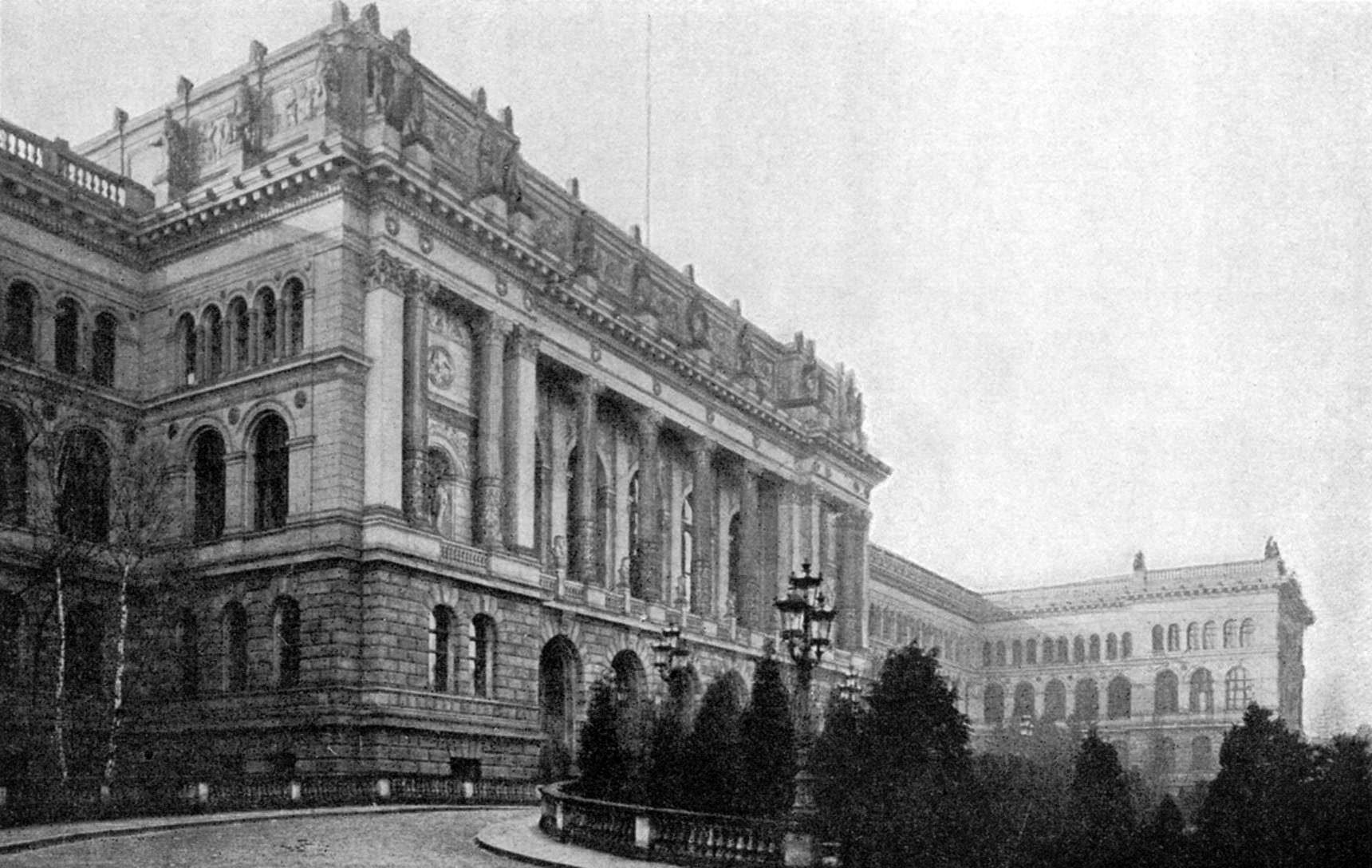
L'École technique de Charlottenburg en 1895.

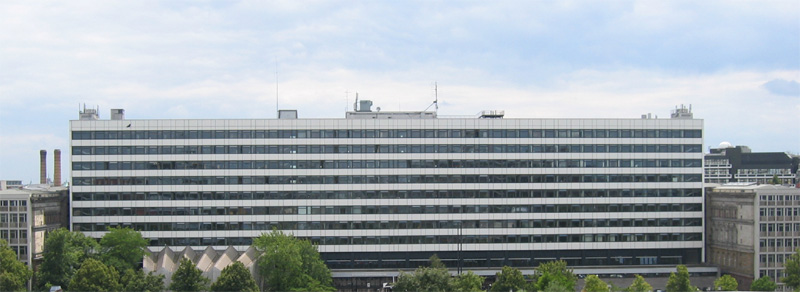
Bâtiment principal de l'université.

Pour les articles homonymes, voir Université technique.
L'université technique de Berlin (Technische Universität Berlin ou TU Berlin) est avec l'université libre de Berlin, l'université Humboldt et l'université des arts de Berlin l'une des quatre universités de Berlin. Elle a été fondée en 1879.
Succédant à la Technischen Hochschule Berlin fermée en 1945, elle a pris son nom actuel à sa réouverture le 9 avril 1946.
50 filières sont proposées, et plus de 31 000 étudiants y prennent leurs cours. C'est la plus grande université de Berlin. Le campus est situé dans le quartier de Charlottenburg, dans la partie ouest de Berlin, sur la Straße des 17. Juni. Le bâtiment principal de l'université a été construit en 1884 par Richard Lucae. 
La TU propose un enseignement majoritairement scientifique et technique, mais elle s'est ouverte aux autres disciplines après-guerre. Près de 20 % de ses étudiants sont étrangers, ce qui en fait l'une des institutions les plus internationales d'Allemagne.
Elle est membre du réseau européen de mobilité d'étudiants et de doubles diplômes TIME (Top International Managers in Engineering).

## Histoire
L’École technique supérieure de Berlin a été créée le 1er avril 1879 par fusion de l’Académie d'architecture de Berlin et de l’Institut technique de Charlottenbourg. Le 2 novembre 1884, les nouveaux locaux de l'École de Charlottenburg furent inaugurés solennellement. Le 1er octobre 1916, l’École des mines de Berlin fut à son tour fusionnée avec la Technische Hochschule en tant qu'institut des Mines, et à l'automne 1927, c'était au tour du département de Géodésie de l'Institut d'agronomie de Berlin (Landwirtschaftliche Hochschule Berlin).
L’École technique supérieure de Berlin fut la première école d'ingénieurs d'Allemagne (1899) à obtenir, à l'initiative d’Adolf Slaby, le droit de collation des titres universitaires. Outre le titre d'ingénieur (Diplom-Ingenieur), introduit cette année-là pôur la première fois en Allemagne, l'École pouvait accorder le doctorat (Doktor-Ingenieur).
En 1919, elle reçoit l’appellation officielle de Technische Hochschule zu Berlin.
La fondation d'une faculté des techniques de l'armement (Wehrtechnische Fakultät) était l'un des principaux projets du Troisième Reich, mais le suicide de son directeur désigné, Becker ne permit pas sa concrétisation, malgré la construction des premiers bâtiments derrière la tour Telefunken dans la Bismarckstraße (Berlin-Charlottenburg) et en contrebas de l'actuel Teufelsberg.
Le 20 avril 1945, la Technische Hochschule Berlin fermait ses portes. Le 2 juin 1945, un conseil provisoire de 15 professeurs, parmi lesquels Gustav Hertz, Max Volmer, Werner Hahmann et Walter Kucharski élurent Gustav Hertz recteur et Max Volmer pro-recteur. Tous deux étaient en relation avec les forces d'occupation russes. Mais comme une semaine plus tard ces deux physiciens avaient disparu, la commission élut Georg Schnadel et Walter Kucharski à leur place. Le 9 avril 1946, l'Ecole en ruine, rattachée à présent au secteur britannique de Berlin, rouvrit ses portes en tant que Technische Universität Berlin, avec une orientation académique humaniste (Studium generale). La Faculté des Humanités fut inaugurée le 7 mars 1950.
Le prix Clara von Simson est décerné chaque année par l'université pour les meilleures thèses d'étudiantes, en particulier en sciences naturelles et techniques.

## Organisation
Le 1er avril 2001, la TU a modifié son organisation interne en créant 8 facultés qui regroupent désormais les 14 sections d'enseignement (anciennement 22) :

### Faculté I: sciences humaines
- Communication et histoire (anciennement section 1)
- Sciences sociales (anciennement section 2)

- Institut de philosophie, philosophie des sciences, histoire des sciences et des techniques
- Institut de littérature
- Institut d'histoire et d'histoire de l'art
- Institut de sciences des civilisations et de sciences politiques
- Institut de sciences de l'enseignement
- Institut des langues et de la communication
- Institut de formation professionnelle et polytechnique

- Départements de la faculté I :
  - Centre de recherche sur les droits des femmes et l'égalité des sexes
  - Centre de recherche sur les métropoles
  - Centre de recherche sur la France
  - Centre de recherche sur l'antisémitisme

### Faculté II: mathématiques et sciences naturelles
- Mathématiques (anciennement section 3)
- Physique (anciennement section 4)
- Chimie (anciennement section 5)
- Institut des mathématiques
- Institut de physique des solides
- Institut de physique théorique
- Institut d'optique et de physique nucléaire
- Institut de chimie
- Départements de la faculté II:
  - Centre d'astronomie et d'astrophysique

### Faculté III: génie des procédés
- Génie des transports, de l'environnement et des procédés (anciennement section 6)
- Sciences du vivant et biotechnologie (anciennement section 15)
- Institut de l'énergie
- Institut de génie des procédés et de transports
- Institut du développement durable
- Institut de génie des procédés
- Institut des biotechnologies
- Institut de chimie et de technique du vivant

### Faculté IV: informatique et électrotechnique
- Électrotechnique (anciennement section 12)
- Informatique (anciennement section 13)
- Institut des systèmes automatiques
- Institut des semi-conducteurs et des systèmes à haute fréquence
- Institut des télécommunications
- Institut de microélectronique et d'informatique technique
- Institut d'informatique théorique
- Institut des méthodes quantitatives et de sciences informatiques

### Faculté V: transports
- Mécaniques (anciennement section 10)
- Machines et techniques de production (anciennement section 11)
- Institut de mécanique
- Institut de mécanique des transferts et d'acoustique
- Institut de psychologie du travail
- Institut des transports terrestres et maritimes
- Institut d'aéronautique et d'aérospatiale
- Institut des constructions
- Institut du génie industriel

### Faculté VI: architecture, génie civil et environnement
Réunion des anciennes facultés 6 « architecture » et 7 « génie civil et environnement ».
- Environnement et société (anciennement section 7)
- Architectures (anciennement section 8)
- Génie civil et Sciences de la Terre (anciennement section 9)
- Institut de géologie appliquée
- Institut d'architecture
- Institut du génie civil
- Institut de géodésie et de technologie de géologie
- Institut d'organisation terrestre et de procédés environnementaux
- Institut d'écologie
- Institut de sociologie
- Institut d'organisation régionale et territoriale

### Faculté VII: économie et management
- Économie et management (anciennement section 9)
- Institut d'économie politique et de droit
- Institut des sciences de l'entreprise
- Institut du management des technologies
- Institut du management des systèmes de santé

## Personnalités liées à l'université

### Étudiants
- Carl Bosch (1874–1940), chimiste et directeur d'IG Farben, prix Nobel de chimie de 1931[6]
- Wernher von Braun (1912–1977), physicien, pionnier de la conquête de l'espace
- Franz Breisig (1868–1934), mathématicien, inventeur du quadripôle
- Walter Dornberger (1895–1980), directeur du programme de missiles et de fusées du Troisième Reich
- Dennis Gábor (1900–1979), physicien, inventeur de l'holographie, prix Nobel 1971
- Erna Frins (*1960), physicienne uruguayenne
- Hans Geiger (1882–1945), physicien, inventeur du compteur Geiger
- Ulrike Genz est une maîtresse brasseuse allemande.
- Fritz Haber (1868–1934), chimiste, prix Nobel 1918
- Gustav Ludwig Hertz (1887–1975), chercheur en physique nucléaire, prix Nobel 1925
- George de Hevesy (1885–1966), chimiste, prix Nobel 1943
- Nicolas Kitsikis (1887-1978), ingénieur civil grec, recteur de l'École Polytechnique d'Athènes, sénateur et député du Parlement grec, docteur honoris causa de l'Université technique de Berin (1936)
- Hans Kollhoff (* 1946), architecte
- Ingeborg Kuhler (1943-), architecte
- Merete Mattern (1930-2007), architecte
- Bonaventure Soh Bejeng Ndikung (*1977), conservateur et commissaire d'exposition
- Frei Otto (* 1925), architecte
- Kamel Louafi (* 1952), architecte
- Hans Poelzig (1869–1936), architecte
- Fritz Rausenberger (1868-1926), expert-artilleur
- Eric Reissner (1913-1996), spécialiste de la théorie des plaques épaisses
- Franz Reuleaux (1829–1905), précurseur du génie mécanique
- Ernst Ruska (1906–1988), physicien, inventeur du microscope électronique, prix Nobel 1986
- Eugen Sänger (1905–1964), pionnier de l'aérospatiale
- Karl Friedrich Schinkel (1781–1841), architecte
- Lev Sedov (1906–1938), fils de Léon Trotsky
- Albert Speer (1905–1981), architecte, Ministre des Armements de la production de guerre sous le Troisième Reich
- Chaim Weizmann (1874–1952), chimiste, premier président de l'État d'Israël
- Eugene Wigner (1902–1995), physicien, prix Nobel 1963 pour ses travaux en physique nucléaire
- Ludwig Wittgenstein (1889–1951), philosophe
- Konrad Zuse (1910-1995), ingénieur mathématicien